# 大浦光信
大浦 光信（おおうら みつのぶ）は、戦国時代の武将。陸奥国種里城主。南部守行の曾孫。

## 略歴
延徳3年（1491年）、南部信時は南部久慈氏の一族・南部光信を津軽西浜の種里城（西津軽郡鰺ヶ沢町）に配置し安東氏への押さえとした。文亀2年（1502年）、光信は大浦城を築き養子・大浦盛信に守らせた。
大永6年（1526年）、種里城で死去。享年67（51とも）。
死後、盛信によって長勝寺に祭られた。なお、遺言として「死後も西の備えたらん」と述べたため、盛信によって甲冑姿のままで埋葬されたと伝えられている。
実子との説もある大浦政信は、津軽家の公称系図では孫（光信の長女・阿久と津軽に来た近衛尚通の間に生まれた）にあたる。

光信の銅像 (種里城跡、1990年建立)